# Капканова
Капканова — упразднённая деревня в Кунашакском районе Челябинской области России. На момент упразднения входила в состав Халитовского сельсовета. Исключена из учётных данных в 1995 году.

## География
Располагалась северо-западнее озёр Бусар и Казакбай, на расстоянии примерно 3 километров (по прямой) к юго-востоку от деревни Баязитова.

## История
По данным на 1925 год деревня Капканова состояла из 50 дворов. В административном отношении входила в состав Буринской волости Аргаяшского кантона Башкирской АССР.
С 1934 года в составе Челябинской области.
В 1970-е и 1980-е годы в деревне размешалась бригада 2-го отделения совхоза «Тахталымский».
Исключен из учётных данных постановлением областной думы № 307 от 21.12.1995 г.

## Население
| 1920 | 1970 | 1977 | 1983 |
| ---- | ---- | ---- | ---- |
| 300  | ↘79  | ↘30  | ↘0   |

По данным на 1920 год в деревне основным населением являлись башкиры.